# Horaiclavus
Horaiclavus é um gênero de gastrópodes pertencente a família Horaiclavidae.

## Espécies
- Horaiclavus adenensis Bonfitto & Morassi, 2014
- Horaiclavus anaimus Sysoev in Fedosov & Kantor, 2008[4]
- Horaiclavus filicinctus (Smith E. A., 1882)[5]
- Horaiclavus julieae Stahlschmidt, Poppe & Tagaro, 2018
- Horaiclavus kilburni Stahlschmidt, 2015
- Horaiclavus madurensis (Schepman, 1913)[6]
- Horaiclavus micans Kantor, Fedosov & Puillandre, 2018
- Horaiclavus ordinei Bonfitto & Morassi, 2014
- Horaiclavus phaeocercus Sysoev in Fedosov & Kantor, 2008[7]
- Horaiclavus pulchellus Stahlschmidt, Poppe & Tagaro, 2018
- Horaiclavus splendidus (Adams A., 1867)[8]
- Horaiclavus stenocyma Kuroda, Habe & Oyama, 1971[9]
- Horaiclavus sysoevi Smriglio & Mariottini, 2003[10]

Espécies trazidas para a sinonímia
- Horaiclavus multicostatus (Schepman, 1913): sinônimo de Anguloclavus multicostatus (Schepman, 1913)